# Lista över flygplatser i Berlin

Topografisk bild över flygplatserna i Berlin.

Detta är en lista över flygplatser i och omkring Berlin, Tysklands huvudstad.

## Nuvarande flygplatser
- Berlin Brandenburgs flygplats (IATA: BER, ICAO: EDDB), den nya storflygplatsen på det tidigare området för Schönefelds flygplats och som ersätter Tempelhof, Schönefeld och Tegel, invigdes den 31 oktober 2020.[1]
- Berlin-Tegels flygplats (IATA: TXL, ICAO: EDDT), den tidigare huvudsakliga flygplatsen i Berlin, tidigare för Västberlin, byggdes under luftbron till Berlin 1948 och var i drift som trafikflygplats fram till 8 november 2020[1] då den nya BER öppnat. Flygplatsen ligger i stadsdelen Tegel. Sedan 2020 används enbart en mindre del av det tidigare flygplatsområdet för Tysklands regeringshelikopterflyg.

## Nedlagda flygplatser
- Berlin-Schönefelds flygplats (IATA: SXF, ICAO: EDDB), grundades 1934, Östberlins flygplats under det kalla kriget och tidigare huvudflygplats i Östtyskland (tyska: Zentralflughafen der Deutschen Demokratischen Republik). Flygplatsen ligger utanför Berlins delstatsgräns i orten Schönefeld i Brandenburg och har idag omvandlats till att bli Terminal 5 på Berlin Brandenburgs flygplats.
- Berlin-Tempelhofs flygplats (IATA: THF, ICAO: EDDI), den historiska flygplatsen som invigdes 1923 och stängdes under 2008.
- Gatows flygplats - RAF Gatow (IATA: GWW, ICAO: EDBG), f.d. brittisk Royal Air Force-militärflygbas i stadsdelen Gatow i sydvästra Berlin (stängdes 1994).
- Johannisthals flygfält, Tysklands andra flygfält (invigdes 1909), beläget 15 km sydost om Berlins centrum, mellan Johannisthal och Adlershof, (stängdes 1995).
- Staakens flygplats, belägen på gränsen mellan Berlin-stadsdelen Staaken och orten Dallgow-Döberitz i Brandenburg, som användes för zeppelinare och som Lufthansas bas, stängd efter tillbakadragandet av sovjetiska flygvapnet och förvandlades till en klinik.
- Rangsdorfs militära flygfält 28 km söder om Berlin i Brandenburg fungerade från oktober 1939 till mars 1940 under andra världskriget tidvis som ersättningsflygplats för Berlin-Tempelhofs civila flygtrafik.